# 羽賀朱音
羽賀朱音（日语：羽賀 朱音，2002年3月7日—），日本歌手，出生於日本長野縣，2014年以第十二期成員的身分加入女子偶像團體早安少女組。，跟同期的牧野真莉愛是成團以來頭兩位於2000年代出生的成員。隸屬於藝能事務所Up-Front Agency。血型O型，身高163.5公分，應援色原本是淺澄，後來於2019年改成澄。

## 個人簡歷
2012年
- 參加モーニング娘。11期メンバー『スッピン歌姫』オーディション落選。

2013年
- 參加モーニング娘。12期メンバー「未来少女」オーディション，晉級至最終審查後以合格者從缺為由落選，同年9月22日，與部分落選成員加入Hello! Pro研修生。

2014年
- 研修生加入1年之後，於自宅中事務所的STAFF來訪並且以影片通知作為12期成員加入早安少女組。，同年9月30日在日本武道館舉辦的「モーニング娘。'14コンサートツアー秋 GIVE ME MORE LOVE 〜道重さゆみ卒業記念スペシャル〜」中，初次登台露面。

2025年
- 7月10日，與13期生橫山玲奈宣布預計於秋季從早安少女組。畢業，並退出演藝圈。[1][2]

## 特徵
- 家中成員有弟弟及妹妹。
- 早安少女組。中第一位長野縣出身的成員。
- 是12期4個人當中年紀最小的，卻也是4個人當中的吐槽擔當。
- 與山木梨沙、船木結、新沼希空、段原瑠瑠為研修生同期。
- 尊敬的前輩為高木紗友希、小田櫻。最喜歡的前輩為工藤遙。一開始最憧憬的前輩為田中麗奈。
- 幼稚園時非常喜歡早安少女組。，曾在生日色紙上寫著「長大後想成為早安少女組。」
- 特技是書法，擁有書法７段，比一樣會書法的前輩鞘師里保等級還高（鞘師書法６段）
- 在早安家族中，與ANGERME的相川茉穗及Tsubaki Factory的新沼希空常有話題可聊。以及從Country Girls移籍至早安少女組。的森戶知沙希感情好到彼此就像是姊妹般要好。

## 演出

### Radio
- モーニング娘。'17 12期日記!(2015年1月4日 - 2017年3月26日)
- GIRLS♥GIRLS♥GIRLS =FULL BOOST= 「モーニング娘。’18のモーニングダイアリー」(2017年4月6日 - )

### 舞台．音樂劇
- 「TRIANGLE-トライアングル-」（2015年6月18日 - 28日、池袋サンシャイン劇場） - リベット ／ スワスワのホップ　役
- 『続・11人いる! 東の地平・西の永遠』（2016年6月11日・12日、京都劇場、6月16日 - 26日、サンシャイン劇場）－　東：石頭　西：ドゥマー　役
- 演劇女子部「ファラオの墓」（2017年6月2日～6月11日、サンシャイン劇場）－　太陽の神殿編 & 砂漠の月編：ルー　役
- 演劇女子部「ファラオの墓〜蛇王・スネフェル〜」（2018年6月1日-6月10日、サンシャイン劇場、2018年6月15日-6月17日、大阪メルパルクホール）－パビ 役

## 外部連結
- プロフィール （页面存档备份，存于）（日語）
- モーニング娘。'17 12期オフィシャルブログ （页面存档备份，存于）（日語）

1. ↑  . ハロー!プロジェクト オフィシャルサイト. 2025-07-10  [2025-07-10].
2. ↑  . Sponichi Annex. 2025-07-10  [2025-07-10].